# فهرنهايت

البلدان التي تعتمد وحدة الفَهْرنهايت
البلدان التي تعتمد كلا الوحدتين (الفَهْرنهايت والسلسيوس).
البلدان التي تعتمد وحدة السلسيوس

الفَهْرَنْهَايت أو الفَارَنْهَيْت (بالإنجليزية: Fahrenheit) واختصارًا يرمز لها بالرمز °ف أو °F هي وحدة لقياس درجة الحرارة، وسميّت باسم منشئها العالم الفيزيائي الألماني دانيال غابرييل فهرنهيت وكان ذلك عام 1724. يشيع استعمال الفهرنهايت في العالم حاليا في أمريكا وليبيريا فقط في حين أن باقي دول العالم تستعمل وحدة سلسيوس أو كلاهما (بالعربية: درجة مئوية)، ويرمز لها بالرمز (درجة حرارة مئوية). ((Celce))
يتم التحويل من الفهرنهايت إلى الدرجة المئوية حسب المعادلة التالية:" C° = (°F − °32) ÷ 1.8 "، وبناء عليه فإنه عند تجمد الماء حسب مقياس سلسيوس فهي درجة الصفر المئوي. وإذا أردنا حسابها بحسب مقياس فهرنهايت فهي "32 °F"، أي يتجمد الماء عند درجة حرارة 32 °F. ودرجة غليان الماء حسب مقياس سلسيوس هي 100 درجة مئوية؛ وهي بحسب مقياس فهرنهايت تساوي 212 °F.

## تلخيص
فهرنهايت هو مقياس درجة الحرارة على أساس واحد هو مقترح في 1724 من قبل الفيزيائي دانيال غابرييل فهرنهايت (1686-1736). يستخدم درجة فهرنهايت (الرمز: درجة فهرنهايت) كوحدة. توجد عدة روايات عن كيفية تعريفه لمقياسه في الأصل، لكن الورقة الأصلية تشير إلى نقطة التعريف السفلية، 0 درجة فهرنهايت، كدرجة حرارة التجمد لمحلول ملحي مصنوع من خليط من الماء والثلج وكلوريد الأمونيوم (ملح). كان الحد الآخر الذي تم وضعه هو أفضل تقدير له لمتوسط درجة حرارة جسم الإنسان (المحدد عند 96 درجة فهرنهايت؛ حوالي 2.6 درجة فهرنهايت أقل من القيمة الحديثة بسبب إعادة تعريف لاحقة للمقياس). ومع ذلك، فقد لاحظ النقطة الوسطى عند 32 °F، ليتم ضبطها على درجة حرارة الماء المثلج.
يُعرَّف مقياس فهرنهايت عادةً بنقطتين ثابتتين: درجة الحرارة التي يتجمد عندها الماء النقي في الجليد تُعرَّف على أنها 32 درجة فهرنهايت ونقطة غليان الماء هي 212 درجة فهرنهايت، عند مستوى سطح البحر وتحت الضغط الجوي القياسي (أ 180 فصل درجة فهرنهايت).

### التاريخ
في العقود الأولى من القرن الثامن عشر في الجمهورية الهولندية، حقق دانيال فهرنهايت  اختراقين ثوريين في تاريخ قياس الحرارة. اخترع مقياس الحرارة الزئبقي في الزجاج (أول مقياس حرارة مستخدم ودقيق وعملي على نطاق واسع)  ومقياس فهرنهايت. كان فهرنهايت أول مقياس درجة حرارة معياري يتم استخدامه على نطاق واسع، على الرغم من أن استخدامه الآن محدود. إنه مقياس درجة الحرارة الرسمي في الولايات المتحدة (بما في ذلك أراضيها غير المدمجة) والدول المرتبطة بها بحرية في غرب المحيط الهادئ (بالاو وولايات ميكرونيزيا الموحدة وجزر مارشال) وجزر كايمان وليبيريا. يتم استخدام فهرنهايت جنبًا إلى جنب مع مقياس سيليزيوس في أنتيغوا وبربودا والبلدان الأخرى التي تستخدم نفس خدمة الأرصاد الجوية، مثل سانت كيتس ونيفيس وجزر الباهاما وبليز. لا تزال حفنة من أقاليم ما وراء البحار البريطانية تستخدم كلا المقياسين، بما في ذلك جزر فيرجن البريطانية ومونتسيرات وأنغيلا وبرمودا. في الصحف في المملكة المتحدة، تُستخدم أرقام الدرجات فهرنهايت أحيانًا في عناوين الأخبار لإثارة موجات الحر. تستخدم الآن جميع البلدان الأخرى في العالم مقياس سيليزيوس رسميًا، وهو الاسم الذي أُطلق على مقياس درجة مئوية في عام 1948 تكريماً لعالم الفلك السويدي أندرس سيلسيوس.
فطوّر العالم فهرنهايت أول جهاز حديث لقياس درجة الحرارة وهو ميزان الحرارة الزئبقيّ في عام 1714م، وتميّز بأنّه أكثر دقّةً من المقاييس السابقة المُستخدمة لقياس درجات الحرارة، أمّا مقياس الفهرنهايت جاء بعد مقياس درجة الحراة الكحوليّ المُخترع من قِبل العالم الدنماركيّ أولوس رومر، حيث حدد العالم رومر نقطة الصفر على مقياسه كأقل نقطة، ونقطة 60 درجة مئويّة كدرجة غليان الماء، و7.5 كنقطة ذوبان الثلح، و22.5 كنقطة درجة حرارة الجسم.
بما أنّ مقياس درجة الحرارة الزئبقيّ أكثر دقّةً فقد قرر العالم فهرنهايت بتوسيع مقياس درجة الحرارة الخاص بالعالم رومر وذلك عن طريق ضربه بالعدد أربعة، واستناداً للأبحاث التي أجراها أدخل التعديلات على تلك المقاييس، حيث حدد قيم مقياس درجة الحرارة عن طريق وضعه تحت إبط زوجته للحصول على درجة حرارة الجسم. حدد العالم فهرنهايت نقطة الصفر في مقياسه الأوّلي عن طريق وضع ميزان درجة الحرارة في خليطٍ متساوٍ من الثلج، والماء، والملح (كلوريد الأمونيوم). حيث حُدد الصفر كنقطة استقرار درجة الحرارة، أمّا النقطة الثانية فهي 32 تمّ قياسها في خليطٍ متساوٍ من الماء والثلج، والنقطة الثالثة كانت 96، حيث تمثّل درجة حرارة جسم الإنسان وتحديداً درجة حرارة الدّم. ظنّ البعض أنّ استخدام فهرنهايت لنقاط معيّنة عن دونها كانت لدوافع أخرى غير مقياس درجة الحرارة، على الرغم من توثيق العالم فهرنهايت للنقاط المُستخدمة في مقياس درجة الحرارة الخاص به بأنّها نقاط الغليان والتجمّد للماء، كما اعتُقد أنّه اختار النقطة 32 كدرجة ذوبان الماء لأنّها مرتبطة بالتنوير. وفي روايات أخرى قيل إنّه باعتقاد فهرنهايت فإنّ الإنسان سيتجمّد حتّى الموت عند درجة الحرارة صفر مئويّة، وسوف يستسلم جسده لسكتةٍ حراريةٍ عند درجة حرارة 100 مئويّة. بعد وفاته تمّت إعادة تعيير المقياس، حيث حُددت النقاط 32، و212 كنقاط ذوبان وغليان الماء العاديّ مع التخلّص من الملح، كما حُددت درجة حرارة الجسم العاديّة 98.6، وأصبحت هذه النقاط هي المعيار للمقياس. وساعدت هذه التغييرات في المقياس على جعل التحويلات بين الدرجات المئويّة إلى الفهرنهايت أكثر سهولةً، حيث إنّ حجم فهرنهايت درجة هو خمسة أتساع حجم وحدة واحدة على مقياس درجة الحرارة المئويّة، ومقياس كلفن، الأمر الذي يساعد على توفير قياسات أكثر دقّةً دون اللجوء لاستخدام الأعداد الكسريّة في مقياس فهرنهايت، كما أنّ كل من مقياس فهرنهايت ومقياس درجة الحرارة المئوية يلتقيان عند الدرجة -40، حيث إنّ -40 فهرنهايت، و -40 مئويّة متساويتان.

## التعريف والتحويل
على مقياس فهرنهايت، تبلغ درجة تجمد الماء 32 درجة فهرنهايت ونقطة الغليان 212 درجة فهرنهايت (عند الضغط الجوي القياسي). هذا يضع نقاط غليان وتجميد الماء 180 درجات متباعدة. ولذلك، فإن درجة على مقياس فهرنهايت هي من الفترة الفاصلة بين نقطة التجمد ونقطة الغليان. على مقياس سيليزيوس، تكون نقاط تجمد وغليان الماء 100 درجات متباعدة. فاصل درجة حرارة 1 °F يساوي فاصل  درجة مئوية. يتقاطع مقياسا فهرنهايت ودرجة مئوية عند -40 درجة (أي، -40 ° فهرنهايت = −40 درجة مئوية).
الصفر المطلق هو 273.15 درجة مئوية أو −459.67 درجة فهرنهايت. يستخدم مقياس درجة حرارة رانكين فواصل درجات من نفس الحجم مثل تلك الخاصة بمقياس فهرنهايت، باستثناء أن الصفر المطلق هو 0 ° R - بنفس الطريقة التي يتطابق بها مقياس درجة حرارة كلفن مع مقياس درجة مئوية، باستثناء أن الصفر المطلق يساوي 0 ك.
الجمع بين رمز الدرجة ° متبوعًا بحرف كبير F هو الرمز التقليدي لمقياس درجة حرارة فهرنهايت. يشير الرقم الذي يتبعه هذا الرمز (ويفصل عنه مسافة) إلى نقطة حرارة معينة (على سبيل المثال «يذوب الغاليوم عند 85.5763 ° F»)، فرق بين درجات الحرارة (على سبيل المثال «إنتاج المبادل الحراري يشهد زيادة قدرها 72 ° F») أو عدم يقين في درجة الحرارة (على سبيل المثال «عدم اليقين القياسي لدينا هو ± 5 ° ف»). يستخدم رمز مقياس سلزيوس أيضًا رمز الدرجة ولكن بحرف كبير C ("° C")، بينما رمز مقياس كلفن هو مجرد حرف كبير K ("K"). تكون القيمة العددية لفرق درجة الحرارة أو فاصل درجة الحرارة هي نفسها عند التعبير عنها إما بالدرجات المئوية أو بالكلفن.

### التحويل (نقطة درجة حرارة محددة)
للتحويل الدقيق بين درجة حرارة فهرنهايت ودرجة مئوية لنقطة معينة، يمكن تطبيق الصيغ التالية. هنا، f هي القيمة بالفهرنهايت و c هي القيمة بالدرجة المئوية:
- f °فهرنهايت to c °سليزيوس: (f − 32) °F × 5 °C9 °F = (f − 32)1.8 °C = c °C
- c °سليزيوس to f °فهرنهايت:
- (c °C × 9 °F5 °C) + 32 °F = (c × 1.8) °F + 32 °F = f °F

هناك أيضًا تحويل دقيق باستخدام المساواة −40 ° فهرنهايت = −40 درجة مئوية. مرة أخرى، f هي القيمة بالفهرنهايت و c هي القيمة بالدرجة المئوية:
- f °فهرنهايت to c °سليزيوس: ((f + 40) ÷ 1.8) − 40 = c.
- c °سليزيوس to f °فهرنهايت: ((c + 40) × 1.8) − 40 = f

### التحويل (فرق درجة الحرارة أو الفاصل الزمني)
عند تحويل فاصل درجة حرارة بين درجة فهرنهايت و درجة مئوية، يتم استخدام النسبة فقط، بدون أي ثابت (في هذه الحالة، يكون للفاصل الزمني نفس القيمة الرقمية بالكلفن كما في الدرجات المئوية):
- f °فهرنهايت to c °سليزيوس or كلفين: f °F × 5 °C9 °F = f1.8 °C = c °C = c K
- c °سليزيوس to f °فهرنهايت: c °C × 9 °F5 °C °F = (c × 1.8) °F = f °F

## تاريخ

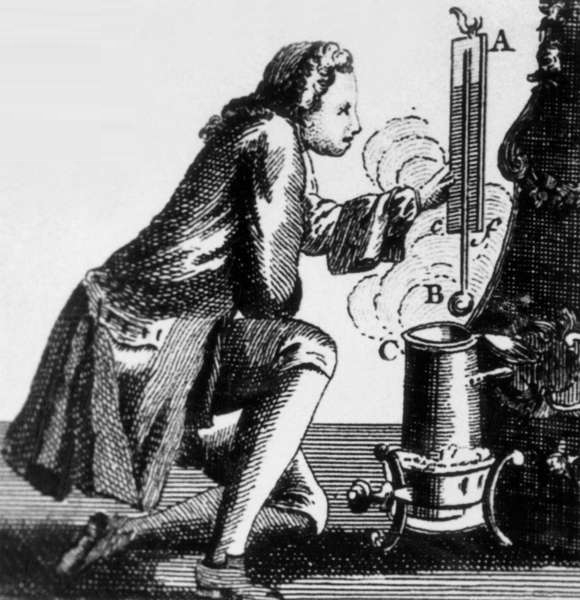
دانيال جابرييل فهرنهايت، رائد القياس القياسي لدرجة الحرارة ومنشئ عصر قياس الحرارة الدقيق. اخترع مقياس الحرارة الزئبقي في الزجاج (أول مقياس حرارة مستخدم على نطاق واسع وعملي ودقيق) ومقياس فهرنهايت (أول مقياس درجة حرارة معياري يُستخدم على نطاق واسع).

اقترح فهرنهايت مقياس درجة الحرارة الخاص به في عام 1724، استنادًا إلى نقطتين مرجعيتين لدرجة الحرارة. في مقياسه الأولي (الذي ليس مقياس فهرنهايت النهائي)، تم تحديد نقطة الصفر عن طريق وضع مقياس الحرارة في "خليط من الجليد والماء والساليس أرمونياسي [ترجمة. كلوريد الأمونيوم ] أو حتى ملح البحر". يشكل هذا المزيج نظامًا سهل الانصهار يعمل على استقرار درجة حرارته تلقائيًا: 0 تم تعريف درجة فهرنهايت على أنها درجة الحرارة المستقرة. نقطة ثانية، 96 درجة حرارة جسم الإنسان تقريبًا (دم الإنسان السليم، دم الشخص السليم). نقطة ثالثة، 32 درجة، تم تحديدها على أنها درجة حرارة الجليد والماء «بدون الأملاح المذكورة أعلاه».
وفقًا لقصة ألمانية، اختار فهرنهايت بالفعل أقل درجة حرارة للهواء تم قياسها في مسقط رأسه دانزيغ (غدانسك، بولندا) في شتاء 1708/09 كـ 0 درجة فهرنهايت، وبعد ذلك فقط كانت هناك حاجة إلى جعل هذه القيمة قابلة للتكرار باستخدام محلول ملحي.
وفقًا لرسالة كتبها فهرنهايت إلى صديقه هيرمان بورهاف،  تم بناء مقياسه على أعمال أولي رومر، الذي كان قد التقى به سابقًا. في مقياس رومر، يتجمد المحلول الملحي عند الصفر، ويتجمد الماء ويذوب عند 7.5 درجة، ودرجة حرارة الجسم 22.5، والماء يغلي عند 60 درجات. ضرب فهرنهايت كل قيمة في أربعة لإزالة الكسور وجعل المقياس أكثر دقة. ثم أعاد معايرة مقياسه باستخدام درجة انصهار الجليد ودرجة حرارة جسم الإنسان الطبيعية (التي كانت عند 30 و 90 درجة)؛ قام بتعديل المقياس بحيث تكون نقطة انصهار الجليد 32 درجة ودرجة حرارة الجسم 96 درجة، بحيث تفصل 64 فترة بين الاثنين، مما يسمح له بتحديد خطوط الدرجة على أجهزته ببساطة عن طريق تقطيع الفترة ست مرات (بما أن 64 هو 2 أس السادس).
لاحظ فهرنهايت بعد فترة وجيزة أن الماء يغلي عند حوالي 212 درجة باستخدام هذا المقياس. أصبح استخدام نقاط التجميد والغليان للماء كنقاط مرجعية ثابتة لمقياس الحرارة شائعًا بعد عمل أندرس سلسيوس وتم اعتماد هذه النقاط الثابتة من قبل لجنة من الجمعية الملكية بقيادة هنري كافنديش في 1776. في ظل هذا النظام، يتم إعادة تعريف مقياس فهرنهايت قليلاً بحيث تكون نقطة تجمد الماء 32 بالضبط درجة فهرنهايت، ونقطة الغليان هي بالضبط 212 درجة فهرنهايت أو 180 درجة أعلى. ولهذا السبب تبلغ درجة حرارة جسم الإنسان العادية حوالي 98.6 درجة (درجة حرارة الفم) على المقياس المعدل (بينما كانت 90 درجة في فهرنهايت عند تكاثر رومر و 96 درجة على مقياسه الأصلي).
في مقياس فهرنهايت الحالي، 0 لم تعد درجة فهرنهايت تتوافق مع درجة حرارة سهل الانصهار لمحلول ملحي من كلوريد الأمونيوم كما هو موضح أعلاه. بدلاً من ذلك، يكون هذا سهل الانصهار في حوالي 4 °F على مقياس فهرنهايت النهائي.
اعتمد مقياس رانكين لدرجة الحرارة على مقياس درجة حرارة فهرنهايت، حيث يمثل الصفر صفرًا مطلقًا بدلاً من ذلك.

## استعمال

كان مقياس فهرنهايت هو المعيار الأساسي لدرجة الحرارة للأغراض المناخية والصناعية والطبية في البلدان الناطقة باللغة الإنجليزية حتى الستينيات. في أواخر الستينيات والسبعينيات من القرن الماضي، حل مقياس مئوية محل فهرنهايت في جميع تلك البلدان تقريبًا - مع استثناء ملحوظ للولايات المتحدة وفي بعض الحالات، المملكة المتحدة - عادةً أثناء عملية القياس العامة.
يستخدم فهرنهايت في الولايات المتحدة وأقاليمها والولايات المرتبطة بها (جميعها مخدومة من قبل خدمة الطقس الوطنية الأمريكية)، وكذلك جزر كايمان وليبيريا للتطبيقات اليومية. على سبيل المثال، تُعطى تنبؤات الطقس في الولايات المتحدة وطهي الطعام ودرجات الحرارة المنخفضة عادةً بالدرجات فهرنهايت. يستخدم العلماء، مثل خبراء الأرصاد الجوية، درجات مئوية أو كلفن في جميع البلدان.
في أوائل القرن العشرين، اقترح هالسي وديل أن أسباب مقاومة استخدام نظام الدرجة المئوية (حاليًا سيليزيوس) في الولايات المتحدة تتضمن الحجم الأكبر لكل درجة مئوية ونقطة الصفر الأدنى في نظام فهرنهايت.
أقرت كندا تشريعًا لصالح النظام الدولي للوحدات، مع الحفاظ أيضًا على التعريفات القانونية للوحدات الإمبراطورية الكندية التقليدية. يتم نقل تقارير الطقس الكندية باستخدام درجات مئوية مع إشارة عرضية إلى فهرنهايت خاصة للبث عبر الحدود. لا يزال الفهرنهايت مستخدمًا تقريبًا في جميع الأفران الكندية. عادة ما تستخدم موازين الحرارة، الرقمية والتناظرية، التي تباع في كندا كلاً من المقياسين المئوي والفهرنهايت.

رمز الغسيل الأوروبي "يُغسل عند 40 درجة مئوية "

في الاتحاد الأوروبي، من الإلزامي استخدام درجة الحرارة أو الدرجات المئوية عند الاستشهاد بدرجة الحرارة للأغراض «الاقتصادية، والصحة العامة، والسلامة العامة، والأغراض الإدارية»، على الرغم من أنه يمكن استخدام درجة فهرنهايت جنبًا إلى جنب مع الدرجات المئوية كوحدة تكميلية. على سبيل المثال، تتبع رموز الغسيل المستخدمة في المملكة المتحدة توصيات ISO 3758: 2005 التي توضح درجة حرارة ماء الغسالة بالدرجات المئوية فقط. يستخدم الملصق المكافئ في أمريكا الشمالية نقطة إلى ست نقاط للإشارة إلى درجة الحرارة بدرجة حرارة اختيارية بالدرجات المئوية.
لا يزال استخدام الفهرنهايت شائعًا في المملكة المتحدة في المحادثات المشتركة، ولكنه أقل استخدامًا مع الشباب وكثير من الناس يستخدمون كليهما اعتمادًا على السياق. داخل القطاعات غير المنظمة، مثل الصحافة، لا يتبع استخدام فهرنهايت في المملكة المتحدة نمطًا ثابتًا مع ظهور درجات فهرنهايت غالبًا جنبًا إلى جنب مع درجات مئوية. لا تذكر الديلي تلغراف فهرنهايت في صفحة الطقس اليومية  بينما تحتوي صحيفة التايمز أيضًا على صفحة طقس يومية شاملة المقاييس ولكنها تحتوي على جدول تحويل من الدرجة المئوية إلى فهرنهايت. عند نشر القصص الإخبارية، تبنت الكثير من الصحف البريطانية ميلًا لاستخدام الدرجات المئوية في العناوين الرئيسية والمناقشات المتعلقة بدرجات الحرارة المنخفضة والفهرنهايت لدرجات الحرارة المتوسطة إلى المرتفعة. [ مناقشة ] في فبراير 2006، اقترح كاتب مقال في صحيفة التايمز أن الأساس المنطقي كان أحد التركيز: «6 درجة مئوية» تبدو أكثر برودة من«21 درجة فهرنهايت» و«94 درجة فهرنهايت» تبدو أكثر إثارة للإعجاب من«34 درجة مئوية».

## تمثيل رمز يونيكود
يوفر يونيكود رمز فهرنهايت عند نقطة الرمز كما يوفر يونيكود رمز فهرنهايت عند نقطة الرمز U + 2109 ℉ درجة فهرنهايت. ومع ذلك، يعد هذا حرف توافق مشفرًا لتوافق رحلة الذهاب والإياب مع الترميزات القديمة.

## الدول التي تستخدم وحدة القياس
تستخدم معظم البلدان في جميع دول العالم وبما في ذلك ليبيريا وبورما الدرجة المئويّة لقياس درجة الحرارة بسبب استخدام النظام المتريّ فيها، وتستخدم عدداً قليلاً من الدول نظام الفهرنهايت كالنظام الرسميّ لقياس درجة الحرارة كالولايات المتّحدة الأمريكيّة، وبليز، وبالاو، والأقاليم البريطانيّة الخاصّة بجزر البهاما، وجزر كايمان، وعلى الرغم من أنّ الدرجة المئويّة هي النظام الرسميّ المعتمد استخدامه في كندا إلّا أنّه يتمّ استخدام نظام الفهرنهايت في الكثير من الأحيان أيضاً.

## تحويلات الفهرنهايت
إنّ معادلة التحويل من الفهرنهايت إلى السليسيوس أو الدرجة المئويّة هي: درجة الحرارة المئويّة = 5/9 * (ف-32)؛ حيث يُمثّل الرمز ف درجة الحرارة بالفهرنهايت، والخطوات الآتية توضّح عمليّة التحويل، وسيمثّل العدد الناتج درجة الحرارة بالسيلسيوس:[3] طرح 32 من قيمة درجة الحرارة بالفهرنهايت. ضرب الرقم الناتج بالعدد 5. قسمة الرقم الناتج على العدد 9. للتحويل من المئويّ إلى الفهرنهايت تُستخدم المعادلة الآتية: F = 1.8 C + 32؛ حيث إنّ F: هو درجة الحرارة بالفهرنهايت، وC: هو درجة الحرارة بالسيلسيوس

## مقارنة مقاييس درجة الحرارة
| تعليق                            | كلفن     | درجة مئوية | فهرنهايت  | رانكين    | ديلايل  | نيوتن  | ريومور | رومر    |
| -------------------------------- | -------- | ---------- | --------- | --------- | ------- | ------ | ------ | ------- |
| الصفر المطلق                     | 0.00     | −273.15    | −459.67   | 0.00      | 559.73  | −90.14 | 218.52 | 135.90  |
| أدنى درجة حرارة مسجلة لسطح الأرض | 184      | −89.2      | −128.6    | 331       | 284     | −29    | −71    | −39     |
| خليط الثلج / الملح من فهرنهايت   | 255.37   | −17.78     | 0.00      | 459.67    | 176.67  | −5.87  | −14.22 | −1.83   |
| يذوب الجليد (عند الضغط القياسي)  | 273.15   | 0.00       | 32.00     | 491.67    | 150.00  | 0.00   | 0.00   | 7.50    |
| نقطة مياه ثلاثية                 | 273.16   | 0.01       | 32.018    | 491.688   | 149.985 | 0.0033 | 0.008  | 7.50525 |
| متوسط درجة حرارة سطح الأرض       | 288      | 15         | 59        | 519       | 128     | 5      | 12     | 15      |
| متوسط درجة حرارة جسم الإنسان *   | 310      | 37         | 98        | 558       | 95      | 12     | 29     | 27      |
| أعلى درجة حرارة مسجلة لسطح الأرض | 331      | 58         | 136.4     | 596       | 63      | 19     | 46     | 38      |
| يغلي الماء (عند الضغط القياسي)   | 373.1339 | 99.9839    | 211.97102 | 671.64102 | 0.00    | 33.00  | 80.00  | 60.00   |
| يذوب التيتانيوم                  | 1941     | 1668       | 3034      | 3494      | − 2352  | 550    | 1334   | 883     |
| سطح الشمس                        | 5800     | 5500       | 9900      | 10400     | −8100   | 1800   | 4400   | 2900    |

## وصلات خارجية
- دانيال غابرييل فهرنهايت (فيزيائي هولندي هولندي المولد) - Encyclopædia Britannica.
- «في المزاد | واحد من ثلاثة موازين حرارة أصلية فقط فهرنهايت» صفحة Enfilade لعام 2012 بيع كريستي لميزان حرارة زئبقي فهرنهايت مع بعض الصور الرائعة.
  - بيان صحفي كريستي.
- "SI Units - Temperature". nist.gov. National Institute of Standards and Technology (US Department of Commerce). 15 نوفمبر 2019. مؤرشف من الأصل في 2021-02-01. اطلع عليه بتاريخ 2020-02-25.